# A Ciência como Vocação
A Ciência como Vocação (do alemão, Wissenschaft als Beruf) é um ensaio do sociólogo e economista Max Weber. É baseado em uma palestra ministrada pelo autor em 7 de novembro de 1917, no âmbito de uma série de palestras na Associação Livre de Estudantes da Baviera. O texto expandido dessa palestra foi publicado em julho de 1919.
O conceito do desencantamento do mundo faz parte de A Ciência como Vocação. Segundo Weber, o avanço da racionalização não se traduz diretamente em melhor compreensão das condições de vida.

## Conteúdo
Em sua palestra, Weber comentou primeiramente as vantagens e desvantagens de uma carreira científica, comparando os sistemas universitários alemão e americano, as oportunidades de carreira dos professores e seus salários. Ele enfatiza o fator acaso na carreira de todo cientista. Também aborda o relacionamento do cientista, como indivíduo, com a ciência em geral e os requisitos que ele deve ter: você tem que poder viver para e a partir da ciência.
Weber assume que as conquistas científicas só podem ser alcançadas através da especialização  : 
Apenas através de forte especialização pode o trabalhador científico alcançar, talvez uma vez e nunca mais na vida,  a satisfação de dizer a si mesmo: consegui algo que será "duradouro".— Max Weber (tradução livre)
Nas últimas seções, Weber enfatizou que a política não deveria ser levada para a sala de aula.

## Literatura
- Max Weber: Wissenschaft als Beruf. In: Geistige Arbeit als Beruf. Quatro palestras perante o Freistudentischen Bund - Landesverband Bayern (Associação dos Estudantes Livres da Baviera). Primeira palestra. Munique, 1919 (texto digitalizado e completo no Deutschen Textarchiv).